# Madeleine du Fargis
Madeleine du Fargis, nacida de Silly (muerta en 1639), fue una cortesana y agente francesa. Sirvió como dame d'atour de la reina Ana de Austria desde 1626 hasta 1630, siendo además su favorita y confidente.

## Primeros años
Fue educada en contra de su voluntad en un convento por orden de su padre debido a que éste consideraba que la conducta de su hija era inmoral. Tras su muerte, Madeleine abandonó el convento y se reunió con su pariente Madame de Rambouillet. Fue presentada a Charles d'Angennes, señor de Fargis, con quien contrajo matrimonio, viajando con él a España, donde su esposo sirvió como embajador de Francia entre 1620 y 1624.

## Vida en la corte
Cuando Marie-Catherine de Senecey, dame d'atour de la reina, fue promovida en 1626 a dama de honor en sustitución de Charlotte de Lannoy, Madeleine du Fargis la sucedió en su puesto gracias a la influencia del cardenal Richelieu, cuya intención era situarla cerca de la reina para actuar como agente.
Al provenir de la pequeña nobleza y, por lo tanto, carecer de posibilidades de ocupar un puesto tan destacado, Richelieu esperaba que Madeleine se mostrase agradecida y leal a él por el cargo recibido, además de por el hecho de ser Madeleine amiga personal de la sobrina del cardenal, Madame de Combalet. Descrita como físicamente marcada por la viruela pero con gran encanto y un sentido del humor algo ofensivo, además de entendida en literatura y con un excelente habla del idioma español, se esperaba también que se hiciese amiga y confidente de la reina Ana.
Madeleine se hizo rápidamente amiga íntima y confidente de la reina, convirtiéndose en su favorita. No obstante, no mostró ninguna lealtad a Richelieu, rechazando convertirse en espía y aliándose con la reina en contra del cardenal. En diciembre de 1630, Luis XIII redujo la corte de Ana y purgó a un gran número de sus favoritas como castigo por un complot en el cual la reina había participado junto con la reina viuda María de Médici en un intento por deponer al cardenal Richelieu, encontrándose entre las damas despedidas Madame de Motteville y Madeleine du Fargis. La reina Ana pidió la intervención del cardenal con el fin de mantener a Madeleine en la corte, si bien, tras la negativa de Richelieu, la reina juró no perdonarlo jamás.

## Últimos años
Madeleine se trasladó a Bruselas, donde su esposo se había establecido con Gastón de Orleans, ambos contrarios al monarca, manteniendo desde allí correspondencia secreta con la reina Ana. Tras la invasión de Gastón en 1632, fueron descubiertas varias cartas de Madeleine dirigidas a diferentes personas en las que se hacía mención a los planes de matrimonio entre Gastón y Ana una vez muerto el rey. La reina confirmó la autenticidad de las cartas, si bien negó toda correspondencia con ella en relación con los planes de matrimonio. Debido a que las cartas de Madeleine dirigidas a la reina no pudieron ser halladas, Ana no sufrió consecuencias, pudiendo retomar su correspondencia con ella así como con Marie de Rohan, quienes actuaban como agentes, recibiendo dinero y enviando sus cartas a otros contactos.
En julio de 1637, Ana encomendó a Madeleine la misión de comprobar la veracidad del rumor acerca de una alianza entre Francia e Inglaterra, debido a que tal maniobra forzaría a España a eliminar vínculos diplomáticos con Francia, provocando a su vez disturbios en la red de correos entre las embajadas de París y Bruselas. Madeleine du Fargis murió poco después, en 1639.